# Antygen Kunina
Antygen Kunina, ECA (z ang. enterobacterial  common  antigen – „enterobakteryjny antygen wspólny”) – wspólny powierzchniowy antygen niektórych bakterii Gram-ujemnych. Występuje u większości przedstawicieli rodziny Enterobacteriaceae, a jest nieobecny u większości innych bakterii Gram-ujemnych i wszystkich Gram-dodatnich. Został odkryty w roku 1963 przez Calvina Kunina podczas badań nad infekcjami układu moczowego, wywoływanymi przez szczepy E.coli. Na podstawie obserwacji wykonanych za pomocą immunofluorescencji stwierdzono, że ECA znajduje się w błonie zewnętrznej bakterii Gram-ujemnych. 

## Występowanie
ECA występuje w większości szczepów enterobakterii. Do wyjątków należą np. Erwinia chrysanthemi i nieliczne szczepy gatunków Proteus vulgaris, P. mirabilis, E. coli, Morganella morganii lub Providencia rettgeri, co prawdopodobnie jest wynikiem mutacji, do których doszło w tych szczepach. Występowanie ECA stwierdzono również w niektórych szczepach z rodziny Vibrionaceae. 
Badania porównawcze ujawniły, że istnieją różnice w zawartości antygenu u różnych szczepów; najwyższą wartość (>200 jednostek/mg) zaobserwowano u pałeczek Citrobacter, Enterobacter i Shigella, najniższą (0,4–70 jednostek/mb) - w szczepach z rodzaju Proteus, Providencia i Serratia. 

## Struktura
Antygen wspólny występuje w trzech formach:
- ECACYC – polimer cykliczny pozbawiony części lipidowej; znajduje się w przestrzeni peryplazmatycznej ściany komórkowej, może występować prawdopodobnie u wszystkich Enterobactariaceae[8]
- ECAPG – obecna część lipidowa; jest zakotwiczony w obrębie błony zewnętrznej ściany komórkowej
- ECALPS – obecna część lipidowa; występuje równolegle z ECAPG na powierzchni komórki bakteryjnej, charakteryzuje się przyłączeniem łańcucha węglowodanowego przez region rdzeniowy LPS do lipidu A[9].

W każdej z form ECA występuje część polisacharydowa, różnią się natomiast obecnścią lub brakiem części lipidowej, umiejscowieniem w komórce oraz właściwościami immunogennymi.

## Zastosowanie
Jako antygen charakterystyczny dla enterobakterii, ECA jest stosowany w diagnostyce ze względu na częste zanieczyszczenie produktów spożywczych tymi bakteriami, co prowadzi do poważnych zatruć pokarmowych.

### Techniki identyfikacji
- Techniki immunochemiczne z zastosowaniem przeciwciała monoklonalnego charakterystycznego dla ECA, np. technika ELISA – wykorzystanie przeciwciała mAb G2a 898 umożliwia wykrycie enterobakterii w wodzie pitnej[12].
- Metody molekularne oparte na PCR – detekcja klastra genów wec, odpowiadającego za biosyntezę ECA; projektowane są trzy startery (wecA, wecE, wecF), wecA jest charakterystyczny dla E. coli, dwa pozostałe umożliwiają detekcję większości enterobakterii we krwi, moczu i wodzie pitnej[13].